# تصميم المعرض

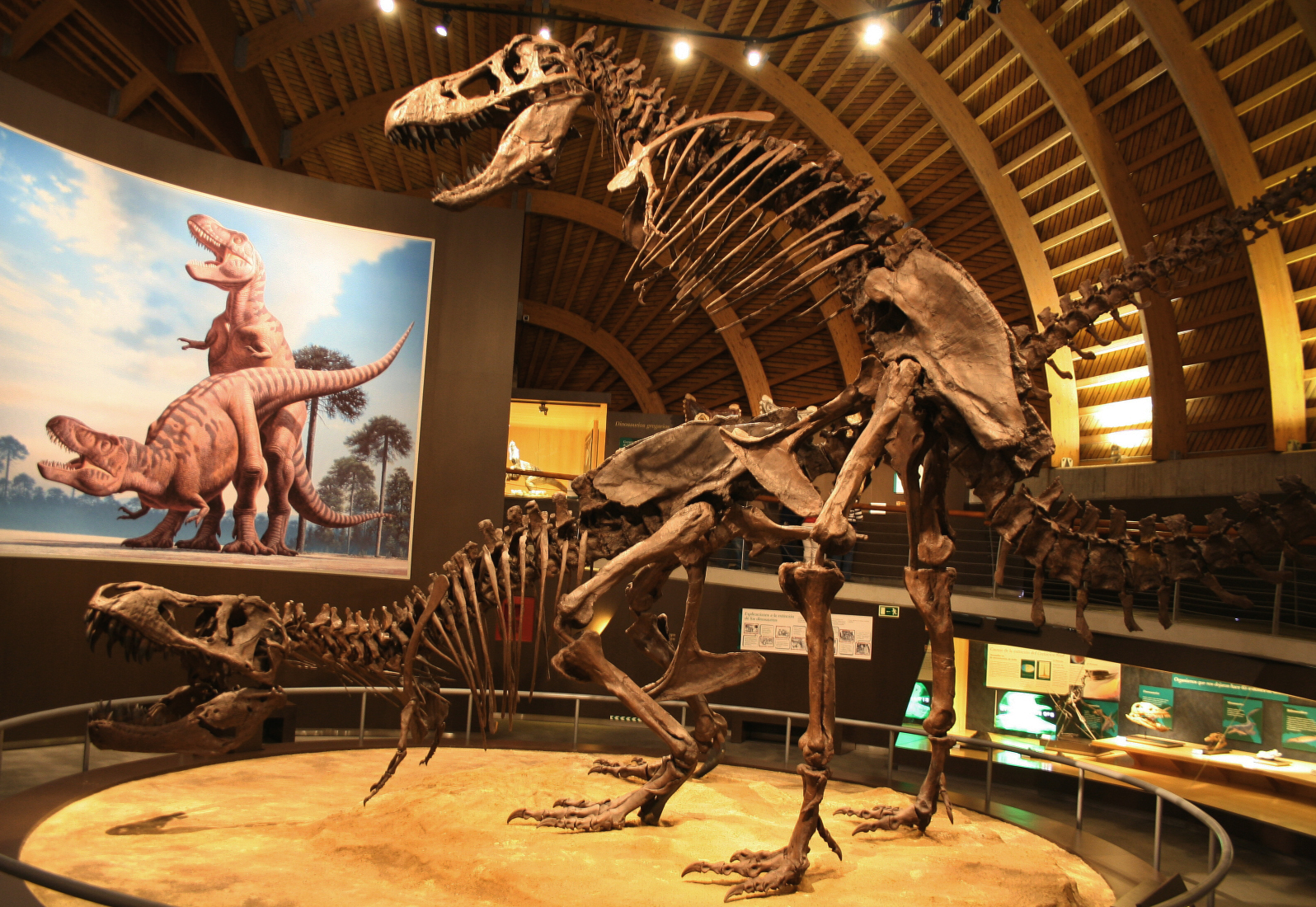

تصميم المعرض أو تصميم المعارض هي عملية تطوير المعرض من مفهوم أو فكرة إلى معرض ثلاثي الابعاد. وهو حقل متطورة باستمرار بالاعتماد على حلول مبتكرة وخلاقة وعملية لتحدي تطور الاتصال البيئي اللذي "يحكي قصة"في مجال ثلاثي الأبعاد.
مصممي المعرض أو(مصممي المعارض) هو استخدام مجموعة واسعة من التكنولوجيات والتقنيات لتطوير الخبرات التي سيتردد صداها على مختلف الجماهير بهدف ايصال رسائل وقصص وأهداف المعرض .هناك العديد من الأنواع المختلفة للمعرض بدءا من المتاحف لتجارة التجزئة وتجارة العروض إلى المواضيع الجذابة وحدائق الحيوان ومراكز الزوار. جميع أنواع المعارض تهدف إلى إيصال رسالة من خلال إشراك جمهورها في تفاعلات ذو هدف واهتمام.
تصميم المعرض هو عملية تعاونية تدمج تخصص الهندسة المعمارية وهندسة المناظر الطبيعية،و التصميم الجرافيكي والهندسة السمعية البصرية والوسائط الرقمية والإضاءة والتصميم الداخلي وتوسيع المحتوى لتطوير خبرات الجمهور في تفسير المعلومات باشتمال وإشراك المستخدم وتأثيره على فهم الموضوع. مصممي المعرض يعملون بشكل وثيق مع مصممي الجرافيك والمتخصصين في المحتوى والمهندسين المعماريين والمصنعين والأخصائيين التقنيين وخبراء الهندسة السمعية والبصرية ,وأما في حالة المتاحف وغيرها من المؤسسات القائمة والملاك وأصحاب المصالح مثل أفراد المجتمع والوكالات الحكومية وغيرها من المنظمات المشتركة الأخرى.
عملية تصميم المعرض مبنية على الخطة الفهميه أو التفسيرية للمعرض محدده الطرق المناسبة و الأكثر فعالية واندماج لإيصال رسالة أو رواية قصة. هذه العملية غالبا ما تعكس العملية المعمارية أو الجدول الزمني منتقلة من الخطة الفهميه من خلال توثيق وتعين التصميم التخطيطي والتصميم المتطور. المراحل الأولى هي إنشاء اتجاها موضوعيا وحلول مبتكره ومتطورة ومناسبة لتحقيق الأهداف التفسيرية والتواصلية من المعرض. اما المراحل الأخيرة هدفها توظيف الخبرات الفنية في ترجمة اللغة البصرية للتصاميم إلى وثائق تفصيلية موفرة جميع المواصفات المطلوبة لإنشاء وتثبيت المعرض.
في كثير من الأجزاء المختلفة من العالم يتأثر تصميم المعرض من خلال الثقافة المحلية مثلما يتأثر بتوفر المواد. يعتبر تصميم المعارض في أوروبا مكان الاجتماعات وبناء العلاقات بينما في أمريكا الشمالية يركز على خلق الإحساس بالمكان وبناء المجتمع.
واحدة من أهم التحولات في المتاحف وتصميم المعارض خلال العقود الأخيرة هي التركيز على تجربة الزائر. من خلال تحديد خمسة أنواع من زوار المتحف واحتياجاتهم وتوقعاتهم حيث أن تصميم المتاحف والمعارض من الممكن ان يضفي تجربة ايجابيه للزائر. أيضا الأنشطة المشتركة أصبحت أكثر شعبية وقد اجرت (نينا سيمون,Nina Simon) دراسة وصفية محددة المواضيع والاتجاهات في المتاحف التي تجذب الزوار وتثقفهم بطرق ممتعة وجذابة.
الاتجاه نحو تحسين تجربة الزائر على وشك اتخاذ قفزة إلى الأمام كدخول حقبة جديدة في تصميم المتحف والتكنولوجيا emersive والتجارب التفاعلية أصبحت أكثر تطورا وانتشارا.وفي الوقت الحالي مصممو المتحف أصبحوا قادرين على تعقب تحركات المستخدمين في المعرض لتسجيل ردود افعالهم لتقديم محتوى بسيط ومناسب كانتقالهم من معرض إلى آخر أو لاستخدام هذه البيانات لتحديد تصرفات الزوار والتعرف على مايثير اهتماماتهم في المتحف. الواجهات الأساسية في الوقت الراهن هي الشاشات التي تعمل باللمس على الشاشات الرقمية مثل شاشات LED) ) لكن من المتوقع أن الخيارات لهذه الواجهات ستصبح أكثر تنوعا في المستقبل القريب .
جوائز جمعية معرض التصميم الجرافيكي التجريبي هي نقطة مرجعية لاستعراض النظراء المبدعين في تصميم المعارض.